# Інтерсіті+ (Дарниця — Львів)
Інтерсíті — денний швидкісний поїзд № 743/744 сполученням «Дарниця — Львів», перший маршрут УЗШК у внутрішньому сполученні. Рейси виконуються зазвичай складом ЕКр1, інколи складом HRCS2.
Протяжність маршруту складає 586 км.

## Історія
Дуже давно курсував денний швидкий потяг категорії «Столичний експрес» під № 170/169 рейсом Київ — Львів
27 травня 2012 року у Києві урочисто відкрили новий денний швидкий залізничний маршрут фірмового швидкісного поїзда «Інтерсіті+» № 169/170 Київ — Львів. Точніше змінили рухомий склад (з вагонів локомотивної тяги на електропотяг), перевізника з ПЗЗ на УЗШК і маршрут не до/з головної станції Києва, а до району Києва, там де є депо, щоб не пересідати на міський транспорт. Таке саме було з потягом Інтерсіті № 164/163 на Харків.
З 31 березня 2013 року поїзд продовжено до станції Дарниця.
На 13 і з 17 по 20 лютого 2014 року потяг змінив склад, що замість електропотягів курсував звичайний склад із 5-6 Купейних вагонів і 1 Вагон класу Люкс.
З 6 травня 2014 року дали електропотяг HRCS2.
1 червня 2014 року змінили номер на № 744/743.
24 червня 2014 року вперше на цей маршрут поїхав електропотяг ЕКр1 «Тарпан».
З 22 грудня 2016 по 2017 рік був продовжений до станції Трускавець.
З 9 грудня 2019 року потяг робитиме зупинку на станції Дубно.

## Інформація про курсування
Швидкісний потяг № 743/744 сполученням Дарниця — Київ — Львів курсує щоденно, цілий рік. Експлуатант — Українська залізнична швидкісна компанія. На шляху прямування потяг зупиняється на 5 станціях: Київ-Пасажирський, Святошин, Коростень, Дубно та Підзамче.
Ціна залежить від дня тижня.
Розклад руху потягу на 2020 рік (вказано за місцевим часом):
| Час прибуття | Зупинка | Час відправлення | Станція   | Час прибуття | Зупинка | Час відправлення |
| -            | -       | 17:07            | Дарниця   | 11:43        | -       | -                |
| 17:25        | 8       | 17:33            | Київ      | 11:17        | 8       | 11:25            |
| 17:46        | 1       | 17:47            | Святошин  | 11:04        | 1       | 11:05            |
| 19:06        | 1       | 19:07            | Коростень | 09:43        | 1       | 09:44            |
| 21:20        | 1       | 21:21            | Дубно     | 07:25        | 1       | 07:26            |
| 22:40        | 1       | 22:41            | Підзамче  | 06:10        | 1       | 06:11            |
| 22:49        |         |                  | Львів     | -            | -       | 06:02            |
| ------------ | ------- | ---------------- | --------- | ------------ | ------- | ---------------- |

## Ключові можливості пересадки
- Відправлення о 17:07 дозволяє встигнути з усіх районів Києва на метро, а також пасажирам поїздів із Вінниці, Дніпра, Запоріжжя, Бахмута, Покровська, Бердянська Харкова, Санкт-Петербурга та приміських електричок із Фастова, Яготина та Ніжина.
- На кінцевій станції можна пересісти на поїзд 051/052 Львів Вроцлав
- В Дубно можна пересісти на потяг № 6096 до Рівного.

## Повернення і придбання квитків
Повернути квитки можна за 90 днів після відправлення, а за 45 днів можна навпаки, придбати.

## Події
4 січня 2016 року об 11:19 зі станції Шепетівка пасажири поїзда № 744 відправились в допоміжному поїзді HRCS2 через технічні причини електропоїзда ЕКр1, що курсував зі станції Рудня-Почаївська з допоміжним локомотивом.